# Adóáthárítás
Az adóáthárítás az adónak költségelemként való érvényesítése a csereforgalomban. Más szavakkal: Adóáthárítás alatt az adófizetőre rótt (az adóalanyra kivetett)  adónak vagy egy részének másokra, név szerint azokra való áttolását értik, akik az adófizető termékeit megvásárolják vagy szolgáltatásait igénybe veszik.
Az adóalanyra kivetett adót az adóalany  részben átháríthatja vevőire, szállítóira, szerződő partnereire azáltal, hogy a kereslet és kínálat figyelembevételével árait az adó nyomán megváltoztatja.
Ha az áthárítás nem sikerül, vagy ha csak részben sikerül, akkor az eredetileg megadóztatott egészben, vagy részben maga viseli is a szóban forgó adó terhét és nem csupán mintegy megelőlegezi, ha viszont az áthárítás sikerül, a megadóztatott visszaszerzi az általa befizetett adó összegét.

## Közvetett adók esetében
A közvetett adók, pl. a fogyasztói adó esetében az adóalany kifejezetten a fogyasztó, akit az adó megfizetése az áru illetve szolgáltatás "fogyasztása" (igénybevétele) esetén terhel.
Ide tartoznak: a hozzáadottérték-adó és az alkoholra, dohányra és energiára kivetett jövedéki adók.
Az adóáthárítás  a közvetett adók esetében valamely adó vagy annak egy részének áthárítása a végső fogyasztóra.
Az EU-ban a  közös héarendszer általánosságban azon termékekre és szolgáltatásokra vonatkozik, amelyek kereskedelme az Európai Unión belüli fogyasztásra irányul.
A jövedéki adót bizonyos termékek értékesítésére vagy használatára vetik ki, így az EU jogalkotási tevékenységeinek célja a héával kapcsolatos jogszabályoknak a belső piac megfelelő működésének biztosítása céljából történő koordinálása és közelítése, valamint az alkohol, a dohány és az energia fogyasztási adóinak harmonizálása.

## Egyenes adók esetében
Az adóalany nem mindig azonos az adófizetővel.
Az egyenes adóknál az adóteher viselője egyúttal az adó befizetője is. Őt általában az egyenes adók terhelik közvetlenül, míg a közvetett adókat – elvileg –  átháríthatja a végső fogyasztóra.

## Az adóáthárítás megengedhetősége
Az egyes adók kivetése fontos része egy adott állam gazdaságpolitikájának. Ennélfogva nem közömbös, hogy egy konkrét adó végső soron kit terhel majd: azt, akire kivetették (egyenes adó)  vagy pedig a végső fogyasztó fizeti meg, akire az adóalany egészében vagy részben áthárítja: az adóval megnöveli a termék (áru illetve szolgáltatás árát/díját (közvetett adó).
Így például a második Gyurcsány-kormány szóvivője ) emlékeztet rá: a hatályos jogszabályok tiltják, hogy a költségek között az adókat is elszámolhassák a cégek. A kormány azt sem engedi meg, hogy ezt könyvelési trükkökkel tegyék – hangsúlyozta.
Az ötödik Orbán-kormány kommunikációjában hangsúlyozza, hogy büntetendő az extraprofitadónak nevezett adóknak a lakosságra való áthárítása. 2022 júniusában a Magyar Nemzeti Bank határozott fellépést ígért az adóáthárítás miatt.